# Sminthurides schoetti
Sminthurides schoetti är en urinsektsart som beskrevs av Axelson 1903. Sminthurides schoetti ingår i släktet Sminthurides, och familjen Sminthurididae. Arten är reproducerande i Sverige.